# Dendroctonus pseudotsugae
Dendroctonus pseudotsugae là một loài côn trùng trong họ Curculionidae. Loài này được Hopkins miêu tả khoa học đầu tiên năm 1905.
Đây là loài gây hại của cây Pseudotsuga menziesii, phát triển phổ biến ở Mexico.